# Fundación Starlight
La Fundación Starlight es una entidad creada en el año 2009 para la difusión de la astronomía y la promoción, coordinación y gestión del movimiento Starlight.

## Antecedentes
En el año 2007 el Instituto de Astrofísica de Canarias (IAC) impulsó, con la participación de otras entidades y organismos nacionales e internacionales, la “I Conferencia Internacional Starlight” que, bajo el lema “Starlight, a Common Heritage”, se proponía estudiar -desde diferentes perspectivas-, la necesidad de proteger el cielo nocturno en el planeta y de encontrar caminos para su disfrute por la sociedad. De la conferencia surgieron los principios y recomendaciones contenidas en “La Declaración sobre la Defensa del Cielo Nocturno y el Derecho a la Luz de las Estrellas” (“Declaración de La Palma, llamada también Declaración Starlight” 2007). Starlight, en su conjunto, es una acción integrada de la UNESCO y está apoyada por la Unión Astronómica Internacional y la Organización Mundial del Turismo, emergida desde el IAC.

## Historia
La Fundación Starlight es una entidad, con personalidad jurídica propia, creada en el año 2009 por el Instituto de Astrofísica de Canarias (IAC) y con la aportación mayoritaria en su capital patrimonial de la Consultora Corporación 5, cuyo fin principal es la difusión de la astronomía y la promoción, coordinación y gestión del movimiento Starlight.
Es una entidad sin ánimo de lucro que engloba, coordina y gestiona el conjunto de ideas, proyectos, personas, reflexiones y actividades que, bajo el nombre Starlight, ofrece a la sociedad una manera diferente de valorar el cielo estrellado. Asimismo, lucha por protegerlo y es consciente de que, al hacerlo, cuida de un patrimonio científico y cultural, a la vez que salvaguarda el hábitat de un gran número de especies que necesitan de la oscuridad de la noche para su pervivencia.

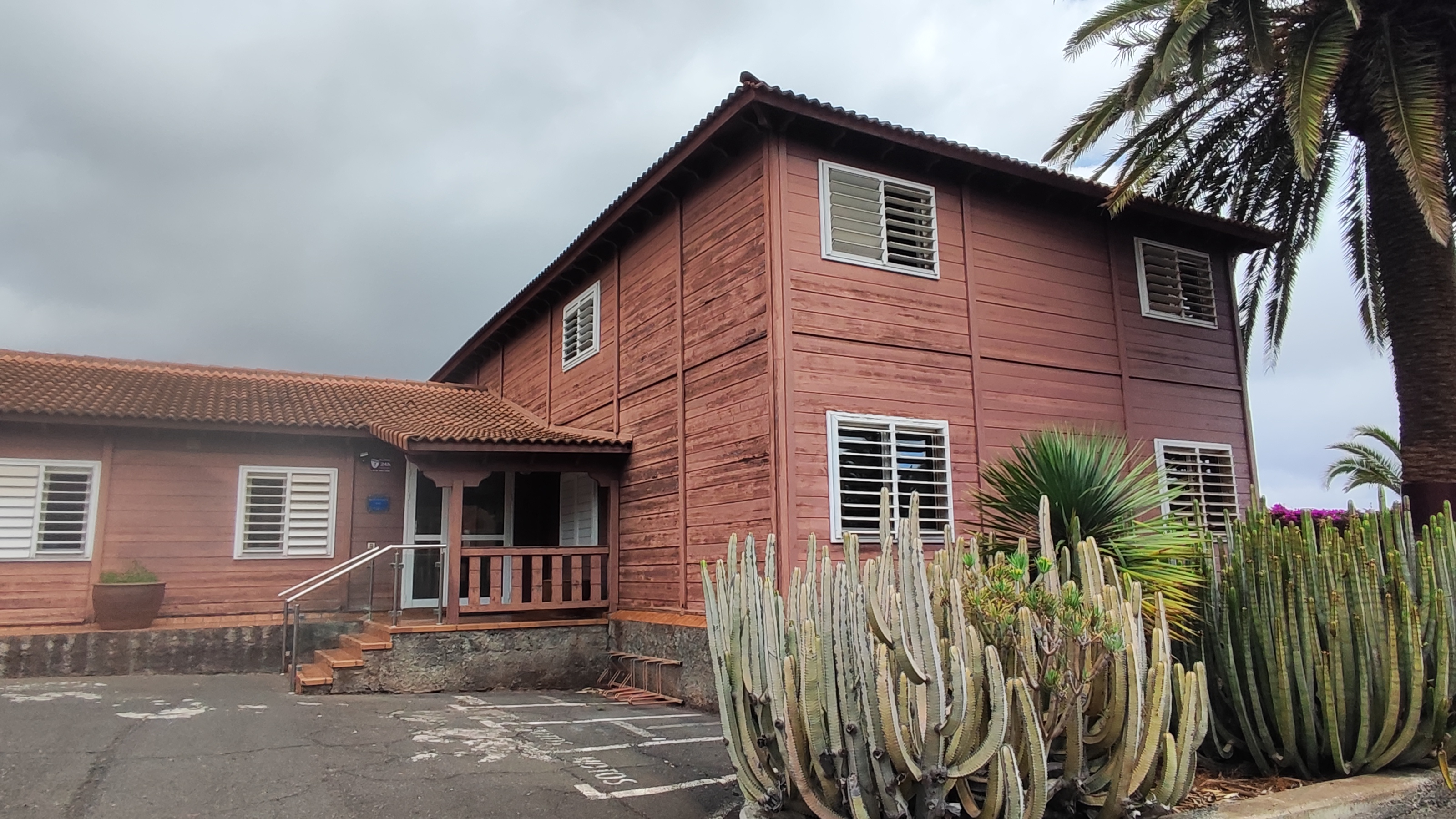
Sede de la Fundación Starlight

## Actividades principales
- Certificaciones Starlight: sistema de certificación, mediante el cual se acreditan aquellos espacios que poseen una excelente calidad de cielo y que representan un ejemplo de protección y conservación.[5]
- Formación avalada por el Instituto de Astrofísica de Canarias para formar a monitoras/es y guías astronómicos Starlight, formación en auditoría Starlight y prevención de contaminación lumínica, entre otros.[6]
- Consultoría para lograr la cualificación de un lugar como Destino Turístico Starlight, desarrollando todo su potencial en esa modalidad turística.[7]
- Premios Internacionales Starlight han sido creados como un sistema de reconocimiento a instituciones, asociaciones, administraciones y empresas públicas o privadas, o a individuos, dentro o fuera del territorio certificado Starlight, en cuatro modalidades: 
  1. Alumbrado inteligente e innovación;
  2. Astroturismo: el cielo como motor de desarrollo sostenible;
  3. Educación y difusión de la astronomía;
  4. Mejor alojamiento Starlight.[8]
- Encuentro Anual Starlight de Astroturismo,[9] para intercambiar experiencias, discutir temas asociados al astroturismo y establecer pautas para el futuro.
- Noche Mundial en Defensa de la Luz de las Estrellas también llamada Noche Mundial Starlight cada 20 de abril, conmemora la firma el 20 de abril de 2007, durante la Primera Conferencia Internacional Starlight, de la “Declaración de La Palma en Defensa del Cielo Nocturno y el derecho a observar las Estrellas”.[10]
- ODS18: Campaña internacional, junto con la Federación de Empresarias y Profesionales BPW Spain, para la creación de un nuevo Objetivo de Desarrollo Sostenible, para garantizar la Calidad del cielo nocturno y acceso a la luz de las estrellas.[11]

## Premios y reconocimientos
- 2009 Premio César Manrique por la iniciativa Starlight.[12]
- 2019 Premio LuxLife Global Hospitality Awards por la defensa del astroturismo.[13]
- 2020 Premio del I Reto de FiturNext por su alta replicabilidad e impacto positivo sobre el desarrollo económico local, premio obtenido de entre más de 250 buenas prácticas de más de 50 países.[13]